# تفوق

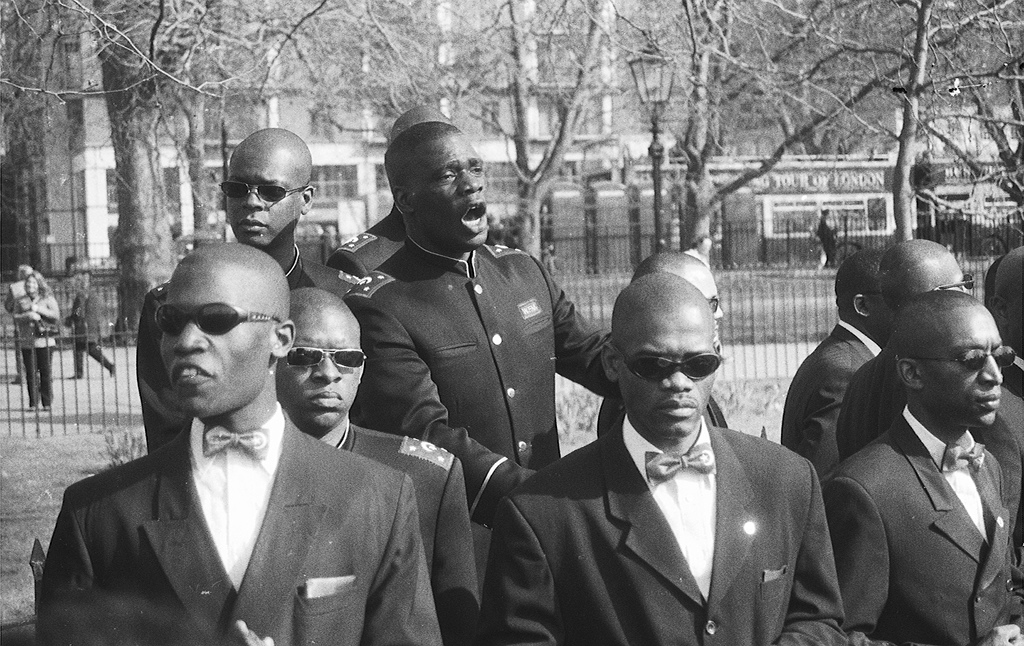

التفوق مصطلح يعني تميّز فئة معينة من الناس وتفوقها على جميع الفئات الأخرى، لذا من حق الفئة المتفوقة السيطرة على الفئات الأخرى وإخضاعها لحكمها. ويكون التفوق إما بالعرق أو الإثنية أو الجنس والميول الجنسية أو اللغة أو الطبقة الاجتماعية أو الايديولوجيا وغيرها... أي يشمل التفوق بالتالي أي مجال تختلف به فئة معينة من الناس عن غيرها.

## التفوق الجنسي
يرى بعض منظري وداعمي النسوية أن نظام العائلة التقليدي يفرض سلطة الذكر أو الأب، ويعود ذلك لعدة أسباب تتعلق بالثقافة الاجتماعية أو السياسية. ظهرت عدة حركات نسوية منذ مطلع القرن التاسع عشر كي تتصدى لسلطة الذكر أو التفوق الذكوري الذي كان سائداً في تلك الفترة. وكان هدف تلك الحركات تحقيق المساواة بين الجنسين في الحقوق والواجبات، وضمان حرية المرأة في المجالات السياسية والثقافية، لا سيما في مجال العلاقات الشخصية.

## التفوق العرقي
ظهرت خلال القرن التاسع عشر عبارة تدعى «عبء الرجل الأبيض» (بالإنجليزية: The White Man’s Burden)، حيث تشير هذه العبارة إلى واجبات الرجال البيض ودورهم في نهضة المجتمعات الأقل تطوراً التي تنتمي إليها الأعراق الأخرى. كانت هذه العبارة ذريعة لتبرير السياسات الإمبريالية وإكساب السياسات الاستعمارية والرأسمالية هدفاً نبيلاً.
سوّغ الكاتب والمفكر الإسكتلندي توماس كارليل السياسات الأوروبية المبنية على أساس التفوق باعتبارها تمنح الشعوب الأخرى وغير المتطورة الكثير من الميزات.
عُرف عن كارليل عمله الشهير الذي يوثق الثورة الفرنسية بعنوان (The French Revolution: A History) والذي ألهم الكاتب تشارلز ديكنز أثناء كتابة روايته «قصة مدينتين». لكن لم يحقق كتاب كارليل بعنوان «خطاب عرضي حول المسألة الزنجية» أو (بالإنجليزية: Occasional Discourse on the Negro Question) الذي يتحدث عن موضوع التفوق الأوروبي ومسوغاته نجاحاً كبيراً، حتى عندما نشر عام 1849. بل على العكس تماماً، حيث هاجمه وانتقده معاصروه.
وفي جزء بعيدٍ جداً عن القارة الأوروبية، وخلال الحرب الأهلية الأميركية، أقر اتحاد الكونفدراليات الأميركية دستوراً يحوي الكثير من الشروط التي تحد من تدخل الحكومة بتجارة العبيد. وأعلن نائب رئيس الكونفدراليات ألكسندر ستيفنز في خطاب له أن مبادئ الكونفدرالية تقوم على أساس تفوق العرق الأبيض على العبيد الزنوج. ولم ينته الأمر بانتهاء الحرب الأهلية، حيث أُسس مجتمع كو كلوكس كلان السري في الجنوب الأميركي بعد خسارة الجيش الكونفدرالي وانتصار الشمال.
كان هدف المجتمع السري، والمعروف اختصاراً بـ KKK، استعادة التفوق العرقي للبيض بعد حقبة إعادة الإعمار التي تلت الحرب. والغريب أن تفوق البيض لم يُفقد حتى تتم استعادته، أي كان للبيض والبروتستانتيين امتيازات واضحة في الولايات المتحدة خلال تلك الفترة. لم تكتف جماعة كو كلوكس كلان باحتقار الأقليات العرقية من أصل أفريقي، بل ادعت تفوقها على جميع الأعراق وأتباع الديانات والمذاهب الدينية الأخرى كاليهود والكاثوليك وغيرهم من الأقليات.
وضّح المفكر والفيلسوف الأميركي من أصل أفريقي كورنيل ويست أن وجود الجماعات التي تدعي تفوق العرق الأبيض أدى بالضرورة إلى ظهور آراء دينية معاكسة ومضادة تدعي تفوق العرق الأسود وخاصة تلك الحركات التي تستمد أفكارها من اللاهوت الإسلامي لدى الأميركيين السود.
أما في اليابان، ومنذ بداية القرن العشرين وحتى نهاية الحرب العالمية الثانية –أو الفترة التي تعرف باسم حقبة Showa أو حقبة ما قبل الـ 1945 –نشرت الإمبراطورية اليابانية بروباغندا تعتمد على مبدأ الـ hakko ichiu لتظهر تفوق عرق الياماتو وحقهم في حكم آسيا والمحيط الهادي. والياماتو هم مجموعة عرقية من شرق آسيا، وهم السكان الأصليون لأرخبيل اليابان. حيث تظهر العديد من الوثائق الحكومية السرية من تلك الفترة فكرة التفوق العرقي للشعب الياباني.
وفي أفريقيا، وتحديداً جنوب السودان، تعرض شعب جنوب السودان للاضطهاد العرقي من قبل سكان الشمال العرب. يشبّه شعب جنوب السودان حكم العرب بنظام الفصل العنصري الذي حكمت من خلاله الأقلية البيضاء في جنوب أفريقيا منذ عام 1948 والذي يُعرف باسم الأبارتيد. وتعد الإبادات الجماعية التي جرت في حرب دارفور مثالاً واضحاً على عنصرية عرب السودان.
وفي آسيا، يصف سكان الهند الأصليين جميع الأجانب بالبربريين، وكتب الفيلسوف الإسلامي البيروني عن هذه الظاهرة، موضحاً أن الهنود يعتبرون كل أجنبي «غير نقي». كما لاحظ Dubois، بعد عدة قرون، نظرة الهنود إلى الأوروبيين. حيث قال: «يرى الهندوس الأوروبيين كمجموعة من البرابرة المتخلفين والذين لا يفقهون مبادئ الشرف والتربية... ولا فرق بين الأوروبي والمجموعات العرقية المضطهدة كالداليت في نظر الهندي».
ولم يقف الحد عند الهندوس فحسب، بل اعتبر الصينيون أيضاً أن الأوروبيين مخلوقات بغيضة تشبه الأشباح أو الشياطين. كما أشار العديد من الكتاب الصينيين إلى الأوروبيين واصفين إياهم بالهمجيين أو البرابرة.

### ألمانيا
حكمت النازية ألمانيا منذ عام 1933 وحتى 1945 بقيادة الزعيم النازي أدولف هتلر. وروّجت النازية لفكرة العرق الآري النقي والمتفوق أو ما يُسمى بالألمانية بـ Herrenvolk. وانخرطت الحكومة في تشجيع هذه الأفكار، حيث نشرت فكرة العرق الآري المتفوق على عدة أعراقٍ أخرى كالسلافيين والغجر واليهود.
وانتشرت في ألمانيا أفكار الأرستقراطي والمنظر العنصري الفرنسي آرثر دو غوبينو، والذي ادعى أن الزواج المختلط –أي الزواج بين أعراق مختلفة –هو سبب انهيار النظام الملكي في فرنسا، وأنه سبب تلاشي النقاء في العرق الاسكندنافي. نالت أفكاره شهرة كبيرة وتأييداً واسعاً في ألمانيا، مما أدى لنشوء تنافر قوي جداً بين الثقافتين اليهودية والآرية.

## التفوق الديني

### التفوق الاسلامي
يعتقد بعض الكتاب والباحثين الأكاديميين أن التفوق المسيحي كان الدافع الرئيسي لبدء الحملات الصليبية في الأراضي المقدسة، والحملات الأخرى لمواجهة الوثنيين في أوروبا والمسلمين في شبه الجزيرة الإيبيرية.
ويمكننا اعتبار تجارة العبيد نتيجة مباشرة أو غير مباشرة لفكرة التفوق المسيحي. وكما ذكرنا مسبقاً، فمنظمة Ku Klux Klan هي منظمة مبنية على أساس التفوق المسيحي للبيض، بالإضافة إلى عددٍ كبير من الجماعات والمنظمات التي تدعي التفوق العرقي والديني كحركة Poss Comitatus اليمينة المتطرفة التي نشأت في ستينيات القرن العشرين وحركة «الهوية المسيحية» العنصرية والمعادية للسامية وحركة «المسيحية الإيجابية» أو Positive Christianity التي ظهرت في ألمانيا النازية.

### التفوق الإسلامي
يزعم بعض الأكاديميين والكتاب وجود نوعٍ من التفوق عند المسلمين والإسلام. بينما يوضح آخرون أن القرآن يطالب باحترام الأديان ويشجع على التسامح، وأن القرآن قد أُسيء فهمه وتفسيره من قبل الإسلاميين المتطرفين وكارهي الإسلام على حد سواء.
هناك عدة مواقف سجلها التاريخ تدعم هذه النظرية. فعلى سبيل المثال، استغل المتطرفون الإسلاميون الدين الإسلامي للمشاركة في تجارة العبيد الأفارقة. وحاول السلطان العثماني عبد الحميد الثاني مثلاً فرض سياسة الاتحاد الإسلامي بدلاً من القومية العربية. وهناك أيضاً الجزية وقوانين الزواج في البلدان الإسلامية المفروضة على غير المسلمين.
هناك الكثير من القوانين في الشريعة الإسلامية كتعدد الزوجات، وممارسات يقوم بها المسلمون خاصة في بلاد المهجر.

### التفوق اليهودي
يربط الكتاب والأكاديميون بين التفوق اليهودي وقيام دولة إسرائيل وظهور الحركة الصهيونية عموماً. حيث كتبت المؤلفة مينا روزن Minna Rozen عن ممارسات اليهود الذين عاشوا في فلسطين في القرن السابع عشر. وأوضحت أنهم اعتبروا أنفسهم عرقاً متفوقاً ليس على العرب فحسب، بل على اليهود الآخرين أيضاً.
كتب المؤرخ الإسرائيلي Ilan Pappe أن الهجرة الصهيونية الأولى إلى إسرائيل قد أنشأت مجتمعاً قائماً على أساس التفوق اليهودي. كما وضح بروفيسور الدراسات العربية جوزيف مساد أن التفوق اليهودي كان مبدأً أساسياً ومهيمناً في الحركة الصهيونية، بفرعيها الديني والعلماني.
تدين عدة منظمات يهودية أي شيء يعادي الدين اليهودي، فهناك منظمات مشهورة كرابطة مكافحة التشهير  أو The Anti-Defamatin League اليهودية وغير الحكومية والمعروفة اختصاراً باسم ADL، ومركز قانون الحاجة الجنوبي أو Southern Poverty Law Center، قامت المنظمتان باتهام السياسي والناشط ديفد دوك David Duke بمعاداة السامية تحديداً بعد إطلاق كتابه بعنوان Jewish Supremacism [34]. ويُعرف عن دوك ترويجه لنظريات المؤامرة وإنكار المحرقة اليهودية أو الهولوكوست، كما يُعد عضواً بارزاً في منظمة KKK العنصرية.
اتهمت منظمة ADL، والمختصة بمراقبة ما يُنشر ضد اليهود والدين اليهودي، الكاتب كيفن ب.مكدونالد Kevin B. MacDonald، وقسم علم النفس في جامعته بتهمة معاداة السامية والتفاخر بالتفوق العرقي للبيض بسبب كتاباته المتعلقة بهذا الموضوع.
وبصرف النظر عن كتابات الآخرين، هناك الكثير من الحاخامات اليهود البارزين والذين يزعمون ويفتخرون بالتفوق اليهودي على باقي الأعراق.